# Marcelino Fernández Villanueva
Marcelino Fernández Villanueva, conocido como Gafas (Olloniego, Oviedo, 15 de marzo de 1914 - Argentina, 3 de junio de 1999), fue un militar republicano y guerrillero antifranquista asturiano que actuó en Galicia.

## Trayectoria
Minero de profesión, fue militante del PSOE y de la UGT. En 1934 pasó tres meses en prisión por una pelea con un falangista; tras salir de prisión participó en la huelga general revolucionaria de 1934, en un asalto a un cuartel de la Guardia Civil . Tras el fin del movimiento revolucionario fue encarcelado, perdiendo la vista de un ojo durante las torturas que sufrió. Salió de prisión en julio de 1936 tras una amnistía, durante la Guerra Civil fue capitán de la milicia socialista y comisario del Ejército Popular de la República, combatiendo en Bilbao y Asturias y llegando a comandante. Tras el final de la guerra quedó atrapado en Asturias hasta que la Guardia Civil descubrió su refugio en su pueblo natal, consiguiendo escapar de la emboscada; en la represión la Guardia Civil mató a quince de sus vecinos y familiares. En 1939 intentó huir a Portugal a través de Galicia, pero ante la imposibilidad de llegar a Oporto, regresa a Asturias. En julio de 1940 intentó de nuevo escapar por Portugal con un nutrido grupo de camaradas asturianos pero fueron interceptados por la Guardia Republicana, optaron por refugiarse en Casayo, organizando una guerrilla en la Sierra del Eje y El Bierzo junto a guerrilleros bercianos y gallegos participó en la fundación de la Federación de Guerrillas de León-Galicia, siendo parte de su dirección y jefe de Estado Mayor en 1944.
A finales de 1946, con Manuel Girón Bazán, Marcelino de la Parra y Enrique Oviedo Blanco, se trasladan a Lugo para intentar dialogar con los líderes comunistas y solucionar los problemas de las alianzas. Se reunió con Manuel Castro Tellado, responsable de la III Agrupación Guerrillera y otros compañeros. Tras contactar con los comunistas de la IV Agrupación, programaron una reunión en Meira. El día de la reunión, 13 de enero de 1947, Gafas y Castro Tellado fueron sorprendidos por la Guardia Civil, Castro Tellado murió en el enfrentamiento y Gafas logró escapar tras herir a dos agentes. No pudo establecer contacto con los comunistas de Lugo.
En 1947 actuó en Mondoñedo y Lorenzana hasta que le enfermó la vista y fue atendido por un oftalmólogo enviado por la guerrilla asturiana. En marzo de 1948 se convocó un pleno de la guerrilla para resolver las diferencias entre comunistas y no comunistas. La línea de Gafas ganó por amplia mayoría. El 25 de junio de 1948, Luís Trigo Chao y su pareja Antonia Díaz Pérez fueron asesinados en Vilanova de Lourenzá, Marcelino, escondido en una casa cercana, logró escapar.
Partió hacia Asturias con el objetivo de llegar a Francia, embarcándose en octubre de 1948 con un nutrido grupo de asturianos en Luanco y instalándose definitivamente en Argentina.